# Trophée de France 1907
Navigation
Trophée de France 1908
Le Trophée de France 1907 est la 1re édition du Trophée de France, une compétition de football de fin de saison organisée par le Comité français interfédéral entre les champions de chaque fédération qui le compose.
La compétition est remportée par l'Étoile des Deux Lacs, championne de la Fédération gymnastique et sportive des patronages de France, qui bat en finale le Football Club Simiotin, champion de la Fédération athlétique d'amateurs.

## Participants
La Fédération cycliste et athlétique de Lyon et du sud-est, membre du Comité français interfédéral (CFI), ne participe pas à la compétition. À noter que l'Étoile des Deux Lacs a été sacrée championne de la Fédération gymnastique et sportive des patronages de France une semaine après son entrée en lice dans le Trophée de France.
La finale de la Fédération athlétique d'amateurs oppose le 21 avril 1907 le Football Club Simiotin, champion de la FASO (fédération athlétique du Sud-Ouest), au Cercle athlétique de Joinville, champion de la région parisienne. Les Bordelais l'emportent par trois buts à deux après prolongations. Cette finale de la FAA est considérée par le journal l'Auto comme une demi-finale du Trophée de France.
| Club                          | Ville    | Fédération                                                                          |
| ----------------------------- | -------- | ----------------------------------------------------------------------------------- |
| Société municipale de Puteaux | Puteaux  | Fédération cycliste et athlétique de France (FCAF)                                  |
| Étoile des Deux Lacs          | Paris    | Fédération gymnastique et sportive des patronages de France (FGSPF)                 |
| Football Club Simiotin        | Bordeaux | Fédération athlétique du Sud-Ouest (FASO) et Fédération athlétique d'amateurs (FAA) |

## Compétition

### Demi-finale
La demi-finale a lieu le dimanche 24 mars. L'Auto annonce une deuxième demi-finale entre le vainqueur de la FAA et de la FASO, ce qui correspond au match FC Simiotin- CA Joinville du 21 avril 1907, considéré également comme la finale de la FAA (la FASO étant affiliée à la FAA).
| Demi-finale           | Étoile des Deux Lacs | 5 – 4   | SM Puteaux |            |            |
| Dimanche 24 mars 1907 |                      | (3 – 3) |            | Saint-Ouen | Saint-Ouen |
| Dimanche 24 mars 1907 | Rapport              |         |            | Saint-Ouen | Saint-Ouen |

### Finale
La finale a lieu le jeudi 9 mai 1907 à Bordeaux,.
| Finale | Étoile des Deux Lacs                   | 8 – 3 | FC Simiotin           |                                                  |                                                  |
| | Mouton ? · ? ? · ? ? · ? ? · ? ? · ? ? | | ? Delaplace · ? ? · ? | Vélodrome du Parc, Bordeaux Arbitrage : M. Camma | Vélodrome du Parc, Bordeaux Arbitrage : M. Camma |
| | Rapport                                | |                       | Vélodrome du Parc, Bordeaux Arbitrage : M. Camma | Vélodrome du Parc, Bordeaux Arbitrage : M. Camma |
| P. Séraphin - R. Delaplace, G. Brébion - M. Arnaud, H. Sentenac, Ch. Werner - M. Olivier, G. Arnaud, L. Mouton, Bellocq, Tousset | Équipes                                | Monteil - Quayres, Jaganet - L. Campourcy, Van Gallemaer, V. Campourcy - Brana, Dulout, Serres, Chaumeny, Martin. |                       | Vélodrome du Parc, Bordeaux Arbitrage : M. Camma | Vélodrome du Parc, Bordeaux Arbitrage : M. Camma |